# Markus Ober
Markus Ober (Trostberg, 25 giugno 1975) è un pilota motociclistico tedesco.

## Carriera
Nella sua carriera nel motociclismo ha ottenuto il titolo di campione nazionale tedesco della classe 250 nel 1997 e ha partecipato al Campionato Europeo Velocità del 1998, sempre nella stessa classe, piazzandosi al 5º posto nella classifica finale guidando una Honda.
Per quanto riguarda le competizioni del motomondiale, dopo una prima presenza registrata nel motomondiale 1995 nella classe 125 e due successive partecipazioni, grazie a wild card, al Gran Premio motociclistico di Germania nel 1996 (in classe 125) e 1998 (in classe 250), tre partecipazioni in cui non ha ottenuto risultati tali da ottenere punti nella classifica iridata, la sua prima e unica annata completa di gare è stata quella della stagione 1999, corsa con una Honda NSR 500 V2 del team Dee Cee Jeans Racing.
Durante l'anno ha preso parte ai primi 9 gran premi ottenendo come miglior risultato un 13º posto nel GP di Catalogna, un totale di 7 punti e il 24º posto nella classifica finale.

## Risultati nel motomondiale
| 1995 | Classe | Moto  |  |  |  |  |  |  |  |  |  |  |  |    |  |  |  |  | Punti | Pos. |
| ---- | ------ | ----- |  |  |  |  |  |  |  |  |  |  |  | -- |  |  |  |  | ----- | ---- |
| 1995 | 125    | Honda |  |  |  |  |  |  |  |  |  |  |  | 19 |  |  |  |  | 0     |      |

| 1996 | Classe | Moto  |  |  |  |  |  |  |  |    |  |  |  |  |  |  |  |  | Punti | Pos. |
| ---- | ------ | ----- |  |  |  |  |  |  |  | -- |  |  |  |  |  |  |  |  | ----- | ---- |
| 1996 | 125    | Honda |  |  |  |  |  |  |  | 23 |  |  |  |  |  |  |  |  | 0     |      |

| 1998 | Classe | Moto  |  |  |  |  |  |  |  |  |     |  |  |  |  |  |  |  | Punti | Pos. |
| ---- | ------ | ----- |  |  |  |  |  |  |  |  | --- |  |  |  |  |  |  |  | ----- | ---- |
| 1998 | 250    | Honda |  |  |  |  |  |  |  |  | Rit |  |  |  |  |  |  |  | 0     |      |

| 1999 | Classe | Moto  |    |    |    |    |    |    |     |     |    |  |  |  |  |  |  |  | Punti | Pos. |
| ---- | ------ | ----- | -- | -- | -- | -- | -- | -- | --- | --- | -- |  |  |  |  |  |  |  | ----- | ---- |
| 1999 | 500    | Honda | 17 | 17 | 15 | 14 | 15 | 13 | Rit | Rit | 17 |  |  |  |  |  |  |  | 7     | 24º  |

| Legenda | 1º posto        | 2º posto            | 3º posto            | A punti      | Senza punti        | Grassetto – Pole position Corsivo – Giro più veloce |
| Legenda | Gara non valida | Non qual./Non part. | Ritirato/Non class. | Squalificato | '-' Dato non disp. | Grassetto – Pole position Corsivo – Giro più veloce |